# H.P.S.J. -mihimaru Ball MIX-/So Merry Christmas
「H.P.S.J. -mihimaru Ball MIX-/So Merry Christmas」（エイチ・ピー・エス・ジェイ・ミヒマル・ボール・ミックス/ソー・メリー・クリスマス）は、日本の音楽ユニット・mihimaru GTの4作目のシングル。

## 概要
- 前作「願〜negai〜」から約4ヶ月ぶり、初の両A面シングル。CD EXTRA仕様で発売された。
- 表題1曲目はアルバム『mihimarhythm』からのリカットで、今作収録にあたりリミックスされている。また、テレビアニメ『ボボボーボ・ボーボボ』のエンディングテーマおよび『フィットハウス』CMソングに使用され、初のダブルタイアップを獲得した。

## 収録曲
1. H.P.S.J. -mihimaru Ball MIX- [3:29]
作詞：hiroko & mitsuyuki miyake
作曲・編曲：mitsuyuki miyake

1. 1stアルバム『mihimarhythm』収録曲のリミックスバージョン。
2. So Merry Christmas [5:00]
作詞：hiroko & mitsuyuki miyake
作曲：mitsuyuki miyake
編曲：mitsuyuki miyake & 守尾崇
コーラスアレンジ：山崎功 & 守尾崇
初のクリスマスソング。
3. H.P.S.J. -mihimaru Ball MIX- (Instrumental) [3:28]
作曲・編曲：mitsuyuki miyake
表題1曲目のインストゥルメンタル。
4. So Merry Chiristmas (Instrumental) [4:59]
作曲：mitsuyuki miyake 
編曲：mitsuyuki miyake & 守尾崇
コーラスアレンジ：山崎功 & 守尾崇
表題2曲目のインストゥルメンタル。

## 参加ミュージシャン
mihimaru GT
- hiroko：Vocals & Rap
- mitsuyuki miyake：Vocals & Rap & Programming

Additional Musician
- DJ NON：Turntable (全曲)
- 守尾崇：Keyboards & Programming (#2,4)
- Mr.T：Piano (#2,4)
- 山崎淳：Guitars (#2,4)
- 石川智行：Bass (#2,4)
- 井村安里：Chorus (#2)
- 木下泰子：Chorus (#2)
- 渡邊澄晃：Chorus (#2)
- 薮内俊弥：Chorus (#2)

## タイアップ
- テレビ朝日系列アニメ『ボボボーボ・ボーボボ』後期エンディングテーマ (#1)
- コナカ『フィットハウス』CMソング (#1)

## 収録アルバム
- mihimarhythm (#1)
- THE BEST of mihimaru GT (#1)
- mihimania〜コレクション アルバム〜 (#2 -TAKE 06-)
- mihimania II〜コレクション アルバム〜 (#2 〜WINTER BREEZE MIX〜)
- mihimania III〜コレクション アルバム〜 (#1 SPICY CHOCOLATE RAGGA REMIX)
- mihimaballads (#2 -TAKE 06-)
- 10th Anniversary BEST 2003-2013 (#1,2)
- THE SINGLE of mihimaru GT (#1)
- mihimania collection (#2 -TAKE 06-)